# Christian Leitz
Christian Leitz (né le 7 août 1960 à Borghorst, Westphalie) est un égyptologue allemand.

## Biographie
Leitz a étudié l'égyptologie, l'assyriologie et la coptologie à Marbourg et Göttingen. En 1989, il obtient son doctorat à l'université de Göttingen. En 1993, il obtient son habilitation à l'université de Cologne, où il bénéficie d'une bourse Heisenberg de la DFG de 1993 à 1998. De 1999 à 2003, il dirige le projet « Lexikon der ägyptischen Götter und Götterbezeichnungen » au séminaire d'égyptologie de Cologne. Depuis le 1er avril 2004, il est professeur ordinaire d'égyptologie à l'université de Tübingen. Durant cette période, il est également professeur invité, notamment en janvier/février 2007 à l'École pratique des hautes études à Paris, en novembre 2009 au Collège de France à Paris et en mars/avril 2013 à l'université du Caire.
Son plus grand projet de recherche est actuellement le projet Athribis. L'objectif est l'étude épigraphique complète, l'histoire de la construction et la technologie des matériaux, la conservation et la publication du grand temple d'Athribis, dédié au dieu Min-Rê, à son épouse Répit et à leur fils Kolanthes en tant que dieu enfant. Le site de fouilles se trouve à proximité de la ville de Sohag en Moyenne-Égypte.
Sa thèse d'habilitation « Tagewählerei : Das Buch ḥ3t nḥḥ pḥ.wy ḏt und verwandte Texte » a été récompensée par le prix Offermann-Hergarten.

## Publications
- Studien zur ägyptischen Astronomie (= Ägyptologische Abhandlungen, Volume 49), Harrassowitz Verlag, Wiesbaden, 1989,  (ISBN 3-447-03157-3).
- Tagewählerei: Das Buch ḥ3t nḥḥ pḥ.wy ḏt und verwandte Texte (= Ägyptologische Abhandlungen, Volume 55), Harrassowitz Verlag, Wiesbaden, 1994,  (ISBN 3-447-03515-3).
- Altägyptische Sternuhren (= Orientalia Lovaniensia Analecta, Volume 62), Peeters, Louvain, 1995,  (ISBN 9-0683-1669-9).
- Die Schlangennamen in den ägyptischen und griechischen Giftbüchern (= Akademie der Wissenschaften und der Literatur Mainz: Abhandlungen der Geistes- und Sozialwissenschaftlichen Klasse, Jahrgang 1997, Nummer 6), Franz Steiner, Stuttgart, 1997,  (ISBN 3-515-07227-6).
- Magical and medical papyri of the New Kingdom (= Hieratic papyri in the British Museum, Volume 7),. British Museum Press, Londres, 1999,  (ISBN 0-7141-1930-X).
- Die Außenwand des Sanktuars in Dendara. Untersuchungen zur Dekorationssystematik (= Münchner Ägyptologische Studien, Volume 50), Philipp von Zabern, Mainz, 2001,  (ISBN 3-8053-2722-6).
- Quellentexte zur ägyptischen Religion
  - I. Die Tempelinschriften der griechisch-römischen Zeit (= Einführungen und Quellentexte zur Ägyptologie, Volume 2), LIT, Münster, 2004,  (ISBN 3-8258-7340-4) ;
  - 2. Auflage, LIT, Berlin/Münster, 2006,  (ISBN 3-8258-7340-4) ;
  - 3. Auflage, LIT, Berlin/Münster, 2009,  (ISBN 978-3-8258-7340-0).
- avec Daniela Mendel et Yahya El-Masry, Athribis II. Der Tempel Ptolemaios XII: Die Inschriften und Reliefs der Opfersäle, des Umgangs und der Sanktuarräume, 3 volumes, Institut français d'archéologie orientale, Le Caire, 2010,  (ISBN 978-2-7247-0539-3).
- Der Sarg des Panehemisis in Wien (= Studien zur spätägyptischen Religion, Volume 3). Harrassowitz Verlag, Wiesbaden, 2011,  (ISBN 978-3-447-06237-4).
- Geographisch-osirianische Prozessionen aus Philae, Dendara und Athribis. Soubassementstudien II (= Studien zur spätägyptischen Religion, Volume 8). Harrassowitz Verlag, Wiesbaden, 2012,  (ISBN 978-3-447-06753-9).
- Die Gaumonographien in Edfu und ihre Papyrusvarianten. Ein überregionaler Kanon kultischen Wissens im spätzeitlichen Ägypten. Soubassementstudien III (= Studien zur spätägyptischen Religion, Volume 9). Harrassowitz Verlag, Wiesbaden, 2014,  (ISBN 978-3-447-06981-6).
- mit Daniela Mendel und Mohamed el-Bialy: Die Außenwände und westlichen Seitenkapellen des Tempels von Athribis, 2 volumes, Ministry of Antiquities Press, Le Caire, 2014,  (ISBN 978-977-6420-08-3).
- Die regionale Mythologie Ägyptens nach Ausweis der geographischen Prozessionen in den späten Tempeln. Soubassementstudien IV (= Studien zur spätägyptischen Religion, Volume 10), 2 volumes, Harrassowitz Verlag, Wiesbaden, 2017,  (ISBN 978-3-447-10760-0).
- mit Daniela Mendel: Athribis III. Die östlichen Zugangsräume und Seitenkapellen sowie die Treppe zum Dach und die rückwärtigen Räume des Tempels Ptolemaios XII, 2 volumes, Institut français d'archéologie orientale, Le Caire, 2017,  (ISBN 978-2-7247-0707-6).
- mit Daniela Mendel: Athribis IV. Der Umgang L 1 bis L 3, 2 volumes, Institut français d'archéologie orientale, Le Caire 2017,  (ISBN 978-2-7247-0711-3).
- mit Florian Löffler: Chnum, der Herr der Töpferscheibe. Altägyptische Embryologie nach Ausweis der Esnatexte. Das Ritual „Darbringen der Töpferscheibe“ (= Studien zur spätägyptischen Religion, Volume 26). Harrassowitz Verlag, Wiesbaden, 2019,  (ISBN 978-3-447-11279-6).
- avec Daniela Mendel, Athribis VI. Die westlichen Zugangsräume, die Säulen und die Architrave des Umgangs und der südliche Teil des Soubassements der westlichen Außenmauer des Tempels Ptolemaios XII, 2 volumes, Institut français d'archéologie orientale, Le Caire, 2021,  (ISBN 978-2-7247-0748-9).
- Chronokraten und Ritualszenen. Untersuchungen zu Wechselbeziehungen zwischen Kalenderdaten, Anbringungsorten und Opfergaben (= Studien zur spätägyptischen Religion, Volume 32). Harrassowitz Verlag, Wiesbaden, 2021,  (ISBN 978-3-447-11572-8).